# Patellapis kavirondica
Patellapis kavirondica är en biart som först beskrevs av Cockerell 1945.  Patellapis kavirondica ingår i släktet Patellapis och familjen vägbin. Inga underarter finns listade i Catalogue of Life.